# Héctor De Bourgoing
Héctor Adolfo De Bourgoing (ur. 23 lipca 1934, zm. 22 stycznia 1993) – piłkarz argentyński, urodzony w Posadas, reprezentant Argentyny i Francji.
Urodzony w Posadas w prowincji Misiones De Bourgoing rozpoczął swą zawodową karierę w pierwszoligowym klubie Club Atlético Tigre w 1953 roku. W 1957 roku przeszedł do River Plate i jeszcze w tym samym roku zdobył swój jedyny w karierze tytuł mistrzowski.
Jako piłkarz klubu River Plate wziął udział w turnieju Copa América 1957, gdzie Argentyna zdobyła tytuł mistrza Ameryki Południowej. De Bourgoing zagrał tylko w meczu z Ekwadorem, zastępując w 63 minucie Omara Corbattę
W roku 1959 skuszony został propozycją klubu OGC Nice Nicea i przeniósł się do Francji. Po 4 latach spędzonych w Nicei przeniósł się w 1963 roku do Girondins Bordeaux. Karierę piłkarską zakończył w 1970 roku w klubie Racing Paryż.
Przed wyjazdem do Francji De Bourgoing pięciokrotnie wystąpił w reprezentacji Argentyny. Po przyjęciu francuskiego obywatelstwa wystąpił w reprezentacji Francji podczas mistrzostw świata w 1966 roku. W przegranym 1:2 meczu z Urugwajem zdobył dla Francji jedyną bramkę.